# Німа Сангай
Діваш Сабба (нар. 1 січня 1984, Тхімпху, Бутан) — бутанський футболіст, півзахисник. 

## Клубна кар'єра
Футбольну кар'єру розпочав 2003 року в «Друк Полі». У команді виступов протягом 11 років. Футбольну кар'єру завершив у 2013 році.

## Кар'єра в збірній
У фтболці національної збірної Бутану дебютував 2005 року. Зіграв 16 матчів та відзначився 1 голом. Востаннє футболку збірної одягав 2013 року.

### Голи за збірну
| 1.                      | 4 червня 2008 | Сугатхадаса, Коломбо, Шрі-Ланка | Бангладеш | 1–1 | Нічия | Чемпіонат Південної Азії 2008 |
| Станом на 21 липня 2013 |               |                                 |           |     |       |                               |